# Černá Voda
Černá Voda település Csehországban, a Jeseníki járásban. Černá Voda Kobylá nad Vidnavkou, Žulová, Velká Kraš, Vápenná és Stará Červená Voda településekkel határos. Lakosainak száma 544 fő (2024. január 1.).

## Népesség
A település lakosságának változását az alábbi diagram mutatja:
| Lakosok száma | 1953 | 2049 | 1979 | 1030 | 781  | 665  | 560  | 532  | 525  | 544  |
|               | 1869 | 1890 | 1921 | 1950 | 1980 | 2001 | 2017 | 2019 | 2022 | 2024 |